# Пожарно-техническое обследование
Пожарно-техническое обследование — комплекс мероприятий, который позволяет оценить уровень пожарной безопасности объекта защиты. Пожарно-техническое обследование объекта защиты обычно проводится в рамках процедуры пожарного аудита. Обследование объекта проводится экспертами с целью получения полной и объективной информации о состоянии пожарной безопасности объекта.

## Мероприятия
В ходе проведения пожарно-технического обследования производится:
- выявление возможности возникновения и развития пожара и воздействие опасных факторов пожара на людей и материальные ценности;
- определение наличия условий соответствия объекта защиты требованиям пожарной безопасности;
- подготовка вывода о выполнении условий соответствия объекта защиты требованиям пожарной безопасности (либо в случае их невыполнения разработка мер по обеспечению выполнения условий, при которых объект защиты будет соответствовать требованиям пожарной безопасности).

Пожарно-техническое обследование включает следующие мероприятия:
- оценку существующих несущих и ограждающих конструкций (степень огнестойкости, класс конструктивной пожарной опасности, класс функциональной пожарной опасности и другие);
- оценку существующих объёмно-планировочных решений;
- оценку инженерных систем (наружный и внутренний водопровод, общеобменная вентиляция, канализация, электроснабжение);
- оценку существующих инженерных систем противопожарной защиты (наружный и внутренний противопожарный водопровод, автоматическая пожарная сигнализация, автоматическая установка пожаротушения, СОУЭ, противодымная вентиляция и другие);
- анализ существующих путей эвакуации и эвакуационных выходов;
- расчёты по определению категории зданий и помещений по взрывопожарной и пожарной опасности в соответствии с СП 12.13130.2009;
- определение класса зон по правилам устройства электроустановок (ПУЭ);
- расчёт пожарного риска;
- предложения по приведению объекта в соответствие требованиям пожарной безопасности;
- Оформление результатов обследований в виде пакета документации (акт пожарно-технического обследования).

Методика проведения пожарно-технического обследование объекта включает в себя комплекс специальных экспертиз: экспертизу генерального плана объекта, внутренних планировок, противопожарных преград, эвакуационных путей и выходов, противодымной защиты, вентиляционных систем, противовзрывной защиты, а также экспертизу технических решений, обеспечивающих успешную работу противопожарных подразделений.